# Grădina Botanică a Universității din Cernăuți
Grădina Botanică a Universității din Cernăuți (în ucraineană Ботанічний сад Чернівецького національного університету) este o grădină botanică de importanță națională din orașul Cernăuți (Ucraina), situată pe str. Fedko, 11. Este administrată de Universitatea din Cernăuți.
Grădina botanică a fost fondată în anul 1887 prin decretul Ministerului Educației austriac. Proiectul grădinii a fost implementat de magistratura orașului, pentru care scop a fost cumpărat terenul situat la periferia orașului, folosit anterior ca pășune de către țărani. Locul viitoarei grădini botanice se învecina cu parcul principal al orașului, astfel încât teritoriul grădinii i-a fost adăugat acestuia. Procesul de creare a grădinii a durat 11 ani.

## Vegetație
Grădina este împărțită în mai multe departamente: dendrologie, știința parcului, plante tropicale, plante subtropicale, plante erbacee. Există un ierbar și un laborator de semințe. Sera, care se întinde pe o suprafață de 525 m², găzduiește 920 de specii de plante tropicale. Speciile de foioase sunt reprezentate de 755 taxoni, coniferele de 437 specii. În arboretum există 768 de specii și 385 de forme decorative, soiuri și soiuri de plante. Activitatea ierbarului și a laboratorului promovează cercetarea științifică în diverse domenii, în special în studiul introducerii plantelor.

## Galerie de imagini

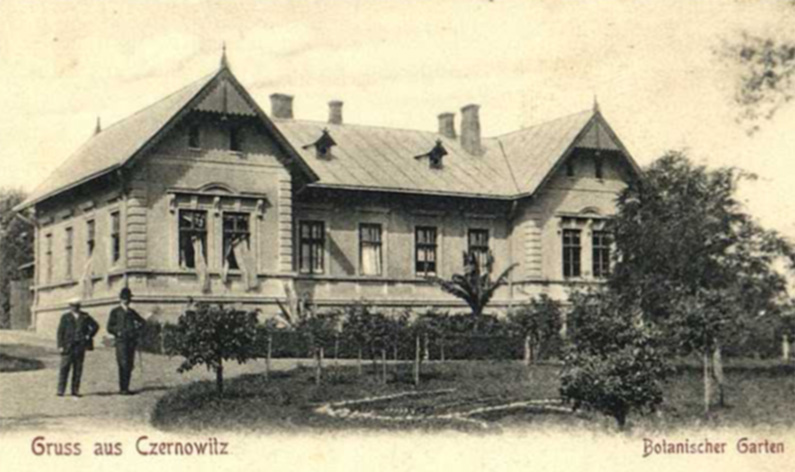
Clădirea principală a la începutul secolului XX.
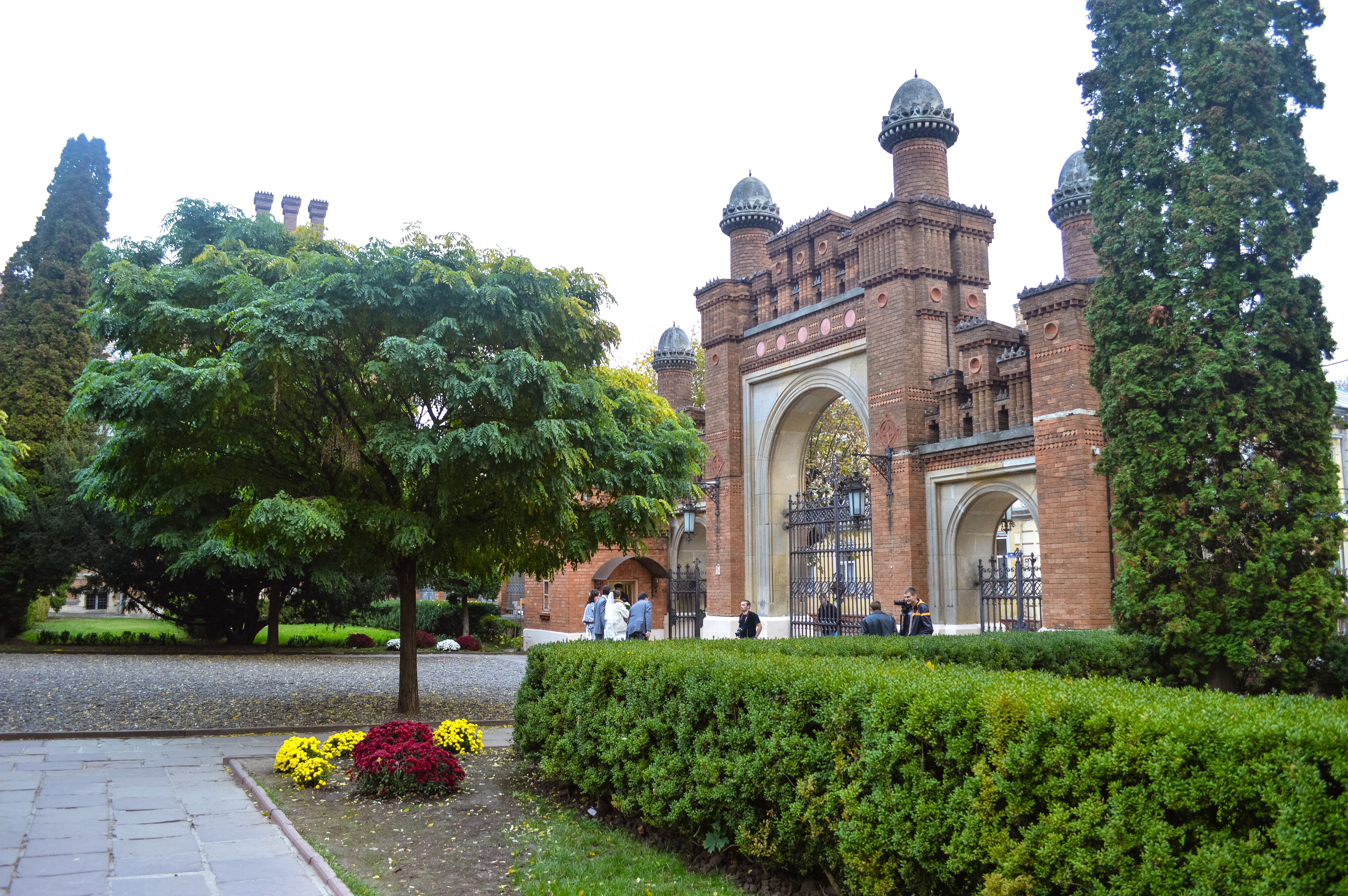
Intrarea
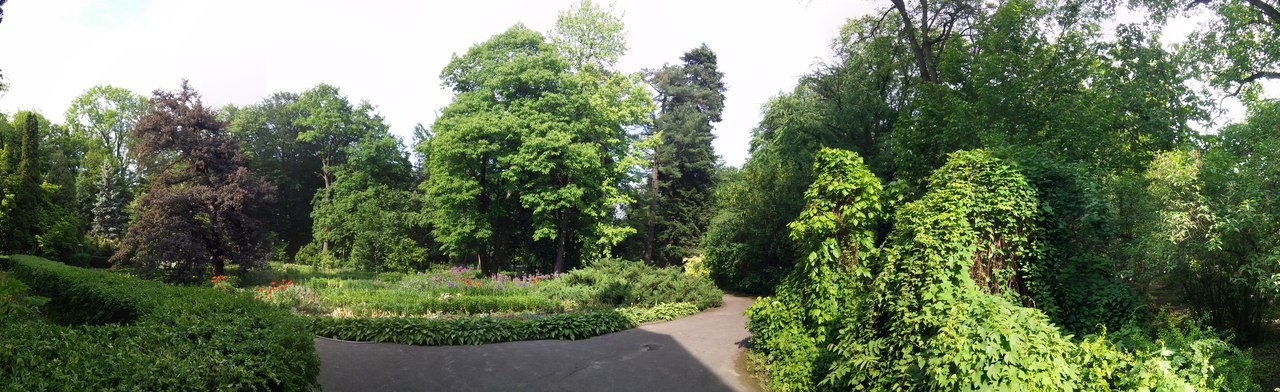
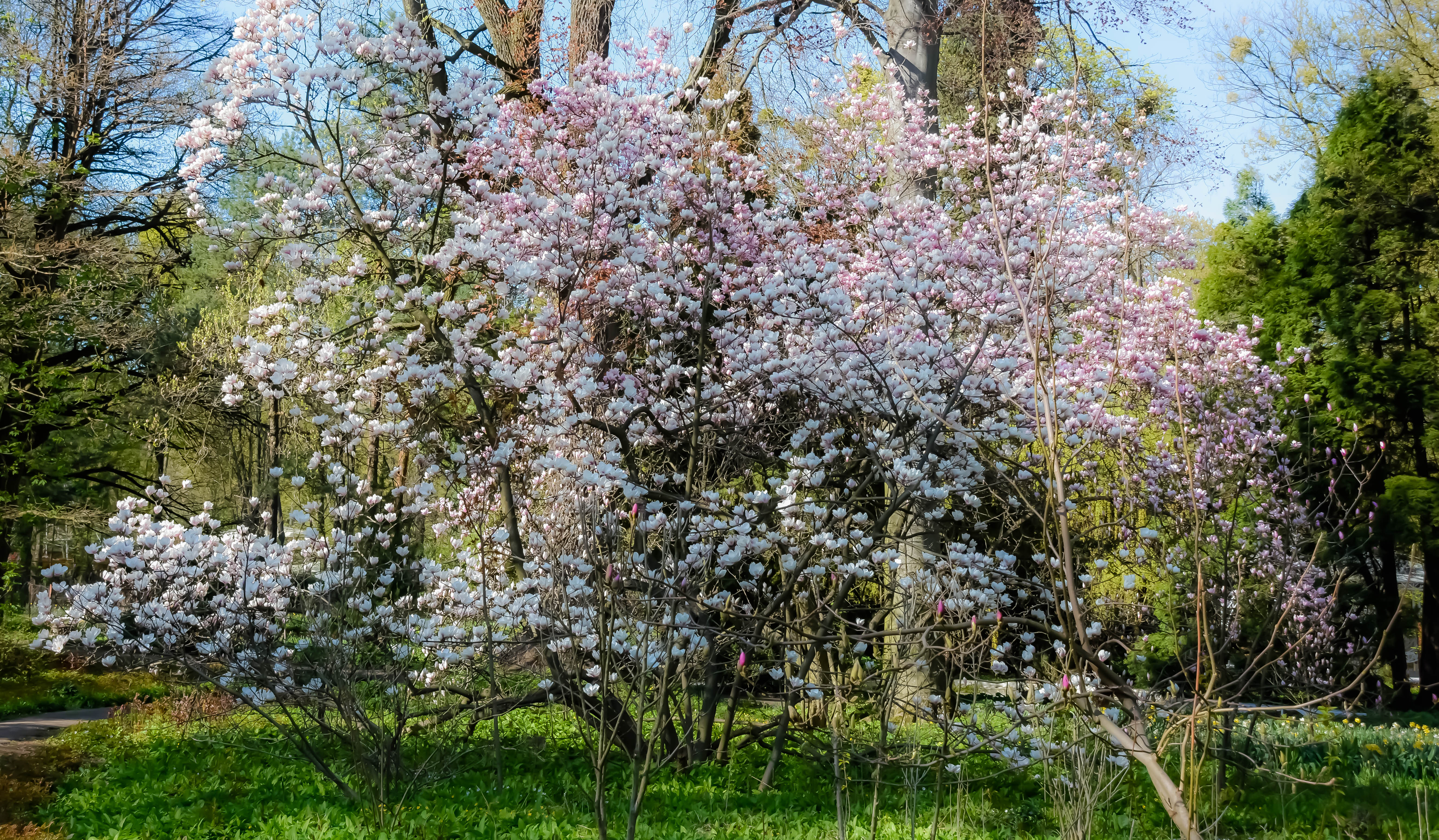
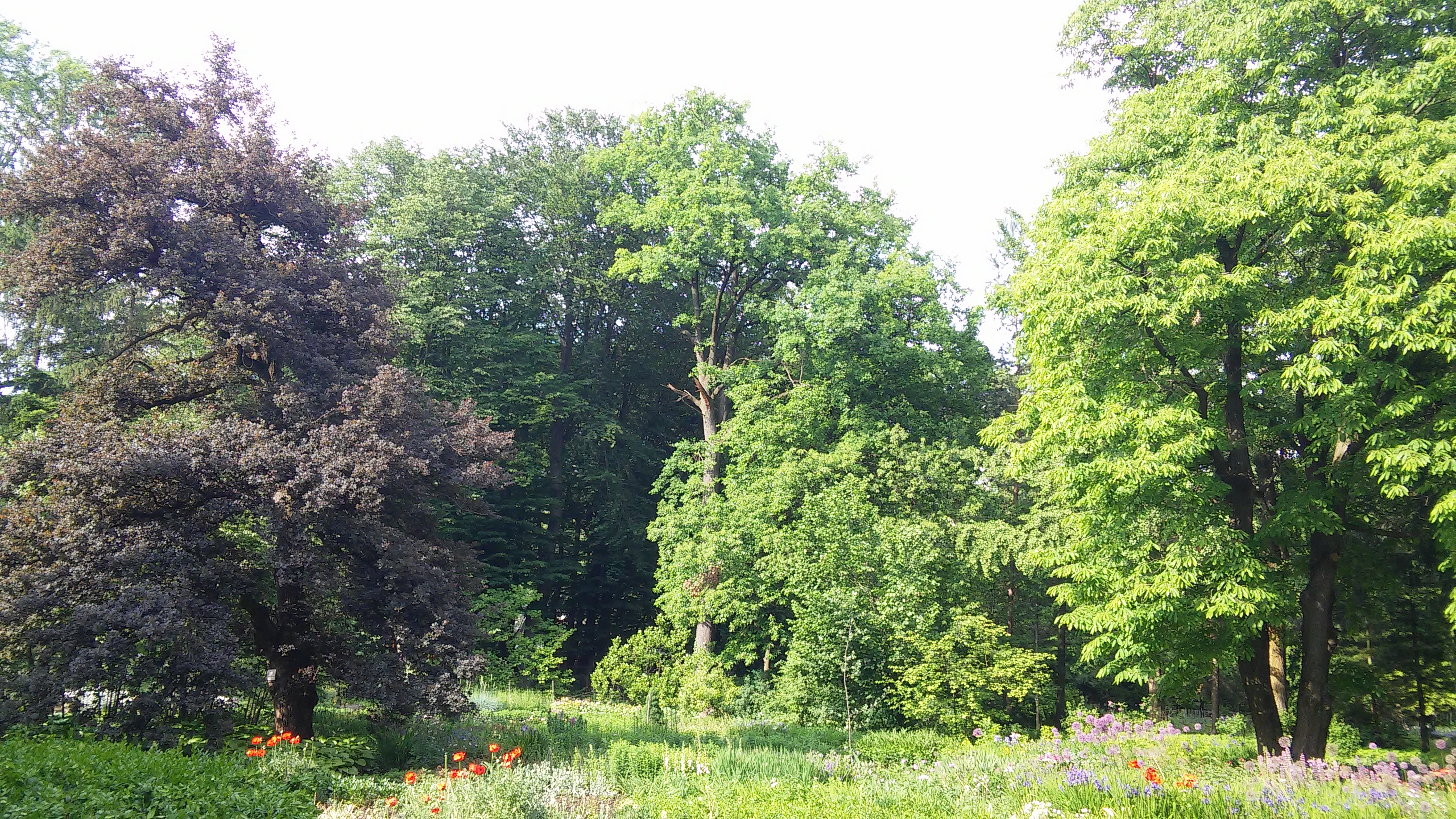
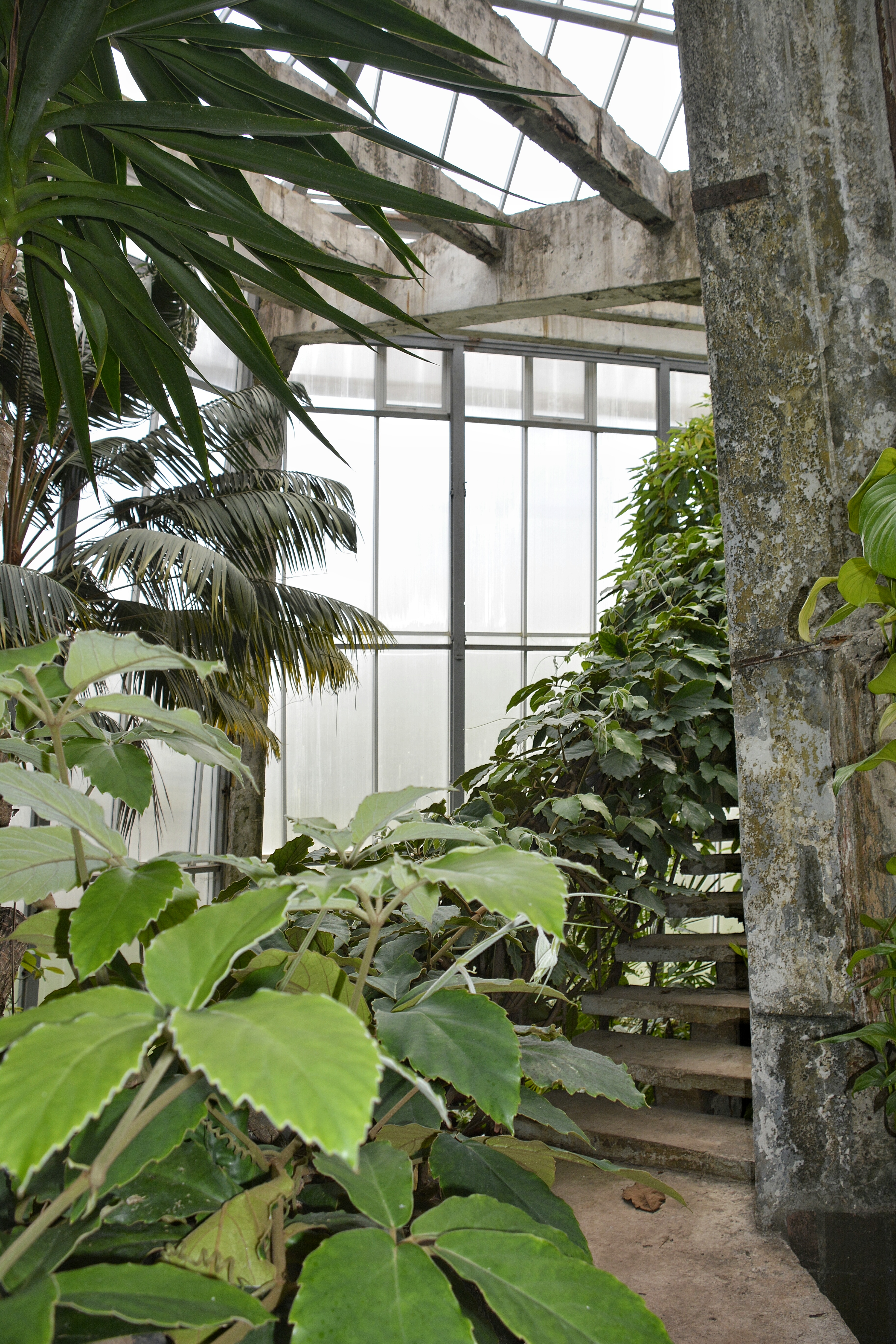